# Equitazione ai Giochi della XXXII Olimpiade - Concorso completo a squadre
Il concorso completo a squadre ai giochi olimpici della XXXII Olimpiade di Tokyo si è svolto dal 30 luglio al 2 agosto 2021 presso il Central Breakwater.
Come tutti gli altri eventi equestri, il concorso completo a squadre è aperta a entrambi i generi, con atleti maschi e femmine che competono nella stessa categoria. Hanno partecipato alla competizione 45 cavalieri, in 15 squadre da 3, provenienti da 15 nazioni.

## Risultati

### Dressage
Alla fine dei due giorni di dressage, i campioni olimpici della Germania e i campioni mondiali della Gran Bretagna si erano già distanziati dagli altri, con la Germania, per la prima volta dal 2008, non in testa dopo la prima disciplina.
| Pos. | Nazione       | Risultati individuali | Risultati individuali      | Risultati individuali | Penalità squadra |
| Pos. | Nazione       | Cavaliere             | Cavallo                    | Penalità              | Penalità squadra |
| ---- | ------------- | --------------------- | -------------------------- | --------------------- | ---------------- |
| 1    | Gran Bretagna | Oliver Townend        | Ballaghmor Class           | 23.60                 | 78.30            |
| 1    | Gran Bretagna | Laura Collett         | London 52                  | 25.80                 | 78.30            |
| 1    | Gran Bretagna | Tom McEwen            | Toledo de Kerser           | 28.90                 | 78.30            |
| 2    | Germania      | Michael Jung          | Chipmunk                   | 21.10                 | 80.40            |
| 2    | Germania      | Julia Krajewski       | Amande de B'Neville        | 25.20                 | 80.40            |
| 2    | Germania      | Sandra Auffarth       | Viamant du Matz            | 34.10                 | 80.40            |
| 3    | Nuova Zelanda | Tim Price             | Vitali                     | 25.60                 | 86.40            |
| 3    | Nuova Zelanda | Jesse Campbell        | Diachello                  | 30.10                 | 86.40            |
| 3    | Nuova Zelanda | Jonelle Price         | Grovine de Reve            | 30.70                 | 86.40            |
| 4    | Giappone      | Kazuma Tomoto         | Vinci de la Vigne          | 25.90                 | 90.10            |
| 4    | Giappone      | Yoshiaki Oiwa         | Calle 44                   | 31.50                 | 90.10            |
| 4    | Giappone      | Toshiyuki Tanaka      | Talma d'Allou              | 32.70                 | 90.10            |
| 5    | Svezia        | Louise Romeike        | Cato 60                    | 28.00                 | 91.10            |
| 5    | Svezia        | Therese Viklund       | Viscera                    | 28.10                 | 91.10            |
| 5    | Svezia        | Ludvig Svennerstål    | Balham Mist                | 35.00                 | 91.10            |
| 6    | Australia     | Andrew Hoy            | Vassily de Lassos          | 29.60                 | 93.40            |
| 6    | Australia     | Shane Rose            | Virgil                     | 31.70                 | 93.40            |
| 6    | Australia     | Kevin McNab           | Don Quidam                 | 32.10                 | 93.40            |
| 7    | Cina          | Alex Huan Tian        | Don Geniro                 | 23.90                 | 93.60            |
| 7    | Cina          | Bao Yingfeng          | Flandia                    | 34.50                 | 93.60            |
| 7    | Cina          | Sun Huadong           | Lady Chin van't Moerven Z  | 35.20                 | 93.60            |
| 8    | Stati Uniti   | Phillip Dutton        | Z                          | 30.50                 | 94.60            |
| 8    | Stati Uniti   | Boyd Martin           | Tsetserleg                 | 31.10                 | 94.60            |
| 8    | Stati Uniti   | Doug Payne            | Vandiver                   | 33.00                 | 94.60            |
| 9    | Francia       | Christopher Six       | Totem de Brecey            | 29.60                 | 95.10            |
| 9    | Francia       | Karim Laghouag        | Triton Fontaine            | 32.40                 | 95.10            |
| 9    | Francia       | Nicholas Touzaint     | Absolut Gold               | 33.10                 | 95.10            |
| 10   | Svizzera      | Felix Vogg            | Colero                     | 26.70                 | 99.20            |
| 10   | Svizzera      | Mélody Johner         | Toubleu de Rueire          | 36.10                 | 99.20            |
| 10   | Svizzera      | Robin Godel           | Jet Set                    | 36.40                 | 99.20            |
| 11   | Brasile       | Marcelo Tosi          | Glenfly                    | 31.50                 | 103.6            |
| 11   | Brasile       | Rafael Losano         | Fuiloda                    | 36.00                 | 103.6            |
| 11   | Brasile       | Carlos Paro           | Goliath                    | 36.10                 | 103.6            |
| 12   | Polonia       | Malgorzata Cybulska   | Chenaro                    | 31.00                 | 104.6            |
| 12   | Polonia       | Jan Kaminski          | Jard                       | 33.10                 | 104.6            |
| 12   | Polonia       | Joanna Pawlak         | Fantastic Frieda           | 40.50                 | 104.6            |
| 13   | Irlanda       | Sam Watson            | Flamenco                   | 34.30                 | 110.40           |
| 13   | Irlanda       | Austin O'Connor       | Colorado Blue              | 38.00                 | 110.40           |
| 13   | Irlanda       | Sarah Ennis           | Woodcourt Garrison         | 38.10                 | 110.40           |
| 14   | Thailandia    | Korntawat Samran      | Bonero K                   | 32.50                 | 113.10           |
| 14   | Thailandia    | Weerapat Pitakanonda  | Carnival March             | 38.20                 | 113.10           |
| 14   | Thailandia    | Arinadtha Chavatanont | Boleybawn Prince           | 42.40                 | 113.10           |
| 15   | Italia        | Susanna Bordone       | Imperial van de Holtakkers | 33.90                 | 115.40           |
| 15   | Italia        | Vittoria Panizzon     | Super Cillious             | 38.60                 | 115.40           |
| 15   | Italia        | Arianna Schivo        | Quefira de l'Ormeau        | 42.90                 | 115.40           |

### Cross country
La squadra tedesca ha eseguito una gara di cross country pessima, con oltre 34 punti di penalità che li hanno praticamente esclusi dalla corsa alle medaglie, ponendo fine alla difesa del loro titolo olimpico. Al contrario, la Gran Bretagna ha confermato il loro eccellente lavoro nel dressage con una prova impeccabile nel cross country, realizzando tre dei soli sette percorsi senza penalità durante l'intera giornata, ciò che gli ha garantito un ampio vantaggio di 18 punti prima dell'ultima disciplina, il salto ostacoli, equivalente a quattro ostacoli abbattuti. Australia e Francia hanno approfittato del disastro della Germania per conquistare una posizione in zona medaglie e distanziarsi dal resto del gruppo.
| Pos. | Nazione       | Risultati individuali   | Risultati individuali      | Risultati individuali  | Risultati individuali | Penalità squadra |
| Pos. | Nazione       | Cavaliere               | Cavallo                    | Penalità Cross Country | Penalità Totale       | Penalità squadra |
| ---- | ------------- | ----------------------- | -------------------------- | ---------------------- | --------------------- | ---------------- |
| 1    | Gran Bretagna | Oliver Townend          | Ballaghmor Class           | 0.00                   | 23.60                 | 78.30            |
| 1    | Gran Bretagna | Laura Collett           | London 52                  | 0.00                   | 25.80                 | 78.30            |
| 1    | Gran Bretagna | Tom McEwen              | Toledo de Kerser           | 0.00                   | 28.90                 | 78.30            |
| 2    | Australia     | Andrew Hoy              | Vassily de Lassos          | 0.00                   | 29.60                 | 96.20            |
| 2    | Australia     | Shane Rose              | Virgil                     | 0.00                   | 31.70                 | 96.20            |
| 2    | Australia     | Kevin McNab             | Don Quidam                 | 2.80                   | 34.90                 | 96.20            |
| 3    | Francia       | Christopher Six         | Totem de Brecey            | 1.60                   | 31.20                 | 97.10            |
| 3    | Francia       | Karim Laghouag          | Triton Fontaine            | 0.00                   | 32.40                 | 97.10            |
| 3    | Francia       | Nicholas Touzaint       | Absolut Gold               | 0.40                   | 33.50                 | 97.10            |
| 4    | Nuova Zelanda | Tim Price               | Vitali                     | 1.20                   | 26.80                 | 104.00           |
| 4    | Nuova Zelanda | Jesse Campbell          | Diachello                  | 14.40                  | 44.50                 | 104.00           |
| 4    | Nuova Zelanda | Jonelle Price           | Grovine de Reve            | 2.00                   | 32.70                 | 104.00           |
| 5    | Stati Uniti   | Phillip Dutton          | Z                          | 4.80                   | 35.30                 | 109.40           |
| 5    | Stati Uniti   | Boyd Martin             | Tsetserleg                 | 3.20                   | 34.30                 | 109.40           |
| 5    | Stati Uniti   | Doug Payne              | Vandiver                   | 6.80                   | 39.80                 | 109.40           |
| 6    | Germania      | Michael Jung            | Chipmunk                   | 11.00                  | 32.10                 | 114.20           |
| 6    | Germania      | Julia Krajewski         | Amande de B'Neville        | 0.40                   | 25.60                 | 114.20           |
| 6    | Germania      | Sandra Auffarth         | Viamant du Matz            | 22.40                  | 56.50                 | 114.20           |
| 7    | Italia        | Susanna Bordone         | Imperial van de Holtakkers | 11.00                  | 44.90                 | 132.80           |
| 7    | Italia        | Vittoria Panizzon       | Super Cillious             | 3.60                   | 42.20                 | 132.80           |
| 7    | Italia        | Arianna Schivo          | Quefira de l'Ormeau        | 2.80                   | 45.70                 | 132.80           |
| 8    | Irlanda       | Sam Watson              | Flamenco                   | 13.00                  | 47.30                 | 161.00           |
| 8    | Irlanda       | Austin O'Connor         | Colorado Blue              | 0.00                   | 38.00                 | 161.00           |
| 8    | Irlanda       | Sarah Ennis             | Woodcourt Garrison         | 37.60                  | 75.70                 | 161.00           |
| 9    | Cina          | Alex Huan Tian          | Don Geniro                 | 12.00                  | 35.90                 | 185.60           |
| 9    | Cina          | Bao Yingfeng            | Flandia                    | 38.00                  | 72.50                 | 185.60           |
| 9    | Cina          | Sun Huadong             | Lady Chin van't Moerven Z  | 42.00                  | 77.20                 | 185.60           |
| 10   | Svizzera      | Felix Vogg              | Colero                     | 11.80                  | 38.50                 | 311.40           |
| 10   | Svizzera      | Mélody Johner           | Toubleu de Rueire          | 0.40                   | 36.50                 | 311.40           |
| 10   | Svizzera      | Robin Godel             | Jet Set                    | 200.00                 | 236.40                | 311.40           |
| 11   | Giappone      | Kazuma Tomoto           | Vinci de la Vigne          | 1.60                   | 27.50                 | 322.50           |
| 11   | Giappone      | Yoshiaki Oiwa           | Calle 44                   | 200.00                 | 231.50                | 322.50           |
| 11   | Giappone      | Toshiyuki Tanaka        | Talma d'Allou              | 30.80                  | 63.50                 | 322.50           |
| 12   | Brasile       | Marcelo Tosi            | Glenfly                    | 8.80                   | 40.30                 | 335.20           |
| 12   | Brasile       | Rafael Losano           | Fuiloda                    | 200.00                 | 236.00                | 335.20           |
| 12   | Brasile       | Carlos Paro             | Goliath                    | 22.80                  | 58.90                 | 335.20           |
| 13   | Polonia       | Malgorzata Cybulska     | Chenaro                    | 200.00                 | 231.00                | 362.60           |
| 13   | Polonia       | Jan Kaminski            | Jard                       | 12.80                  | 45.90                 | 362.60           |
| 13   | Polonia       | Joanna Pawlak           | Fantastic Frieda           | 45.20                  | 85.70                 | 362.60           |
| 14   | Svezia        | Louise Romeike          | Cato 60                    | 200.00                 | 269.00                | 711.10           |
| 14   | Svezia        | Therese Viklund         | Viscera                    | 200.00                 | 228.10                | 711.10           |
| 14   | Svezia        | Ludvig Svennerstål      | Balham Mist                | Withdrew               | 35.00+20.00           | 711.10           |
| 14   | Svezia        | Sara Algotsson Olstholt | Chicuelo                   | 200.00                 | 200.00                | 711.10           |
| 15   | Thailandia    | Korntawat Samran        | Bonero K                   | 200.00                 | 232.50                | 713.10           |
| 15   | Thailandia    | Weerapat Pitakanonda    | Carnival March             | 200.00                 | 238.20                | 713.10           |
| 15   | Thailandia    | Arinadtha Chavatanont   | Boleybawn Prince           | 200.00                 | 242.40                | 713.10           |

### Classifica finale dopo il salto
Nonostante i campioni in carica della Germania abbiano concluso la prova di salto senza penalità, portandoli così al quarto posto, le posizioni per le medaglie sono rimaste invariate. La Gran Bretagna ha vinto l'oro nell'evento a squadre di equitazione alle Olimpiadi per la prima volta dall'edizione del 1972, dopo un intervallo di 49 anni. L'Australia ha conquistato l'argento, mentre la squadra francese si è aggiudicata le medaglie di bronzo.
| Pos.              | Nazione       | Risultati individuali        | Risultati individuali        | Risultati individuali        | Risultati individuali | Penalità squadra |
| Pos.              | Nazione       | Cavaliere                    | Cavallo                      | Penalità Salto               | Penalità Totale       | Penalità squadra |
| ----------------- | ------------- | ---------------------------- | ---------------------------- | ---------------------------- | --------------------- | ---------------- |
|                   | Gran Bretagna | Oliver Townend               | Ballaghmor Class             | 4.00                         | 27.60                 | 86.30            |
| Laura Collett     | Gran Bretagna | London 52                    | 4.00                         | 29.80                        |                       | 86.30            |
| Tom McEwen        | Gran Bretagna | Toledo de Kerser             | 0.00                         | 28.90                        |                       | 86.30            |
|                   | Australia     | Andrew Hoy                   | Vassily de Lassos            | 0.00                         | 29.60                 | 100.20           |
| Shane Rose        | Australia     | Virgil                       | 4.00                         | 35.70                        |                       | 100.20           |
| Kevin McNab       | Australia     | Don Quidam                   | 0.00                         | 34.90                        |                       | 100.20           |
|                   | Francia       | Christopher Six              | Totem de Brecey              | 0.00                         | 31.20                 | 101.50           |
| Karim Laghouag    | Francia       | Triton Fontaine              | 4.00                         | 36.40                        |                       | 101.50           |
| Nicholas Touzaint | Francia       | Absolut Gold                 | 0.40                         | 33.90                        |                       | 101.50           |
| 4                 | Germania      | Michael Jung                 | Chipmunk                     | 0.00                         | 32.10                 | 114.20           |
| 4                 | Germania      | Julia Krajewski              | Amande de B'Neville          | 0.00                         | 25.60                 | 114.20           |
| 4                 | Germania      | Sandra Auffarth              | Viamant du Matz              | 0.00                         | 56.50                 | 114.20           |
| 5                 | Nuova Zelanda | Tim Price                    | Vitali                       | 12.00                        | 38.80                 | 116.40           |
| 5                 | Nuova Zelanda | Jesse Campbell               | Diachello                    | 0.40                         | 44.90                 | 116.40           |
| 5                 | Nuova Zelanda | Jonelle Price                | Grovine de Reve              | 0.00                         | 32.70                 | 116.40           |
| 6                 | Stati Uniti   | Phillip Dutton               | Z                            | 8.00                         | 43.30                 | 125.80           |
| 6                 | Stati Uniti   | Boyd Martin                  | Tsetserleg                   | 4.40                         | 38.70                 | 125.80           |
| 6                 | Stati Uniti   | Doug Payne                   | Vandiver                     | 4.00                         | 43.80                 | 125.80           |
| 7                 | Italia        | Susanna Bordone              | Imperial van de Holtakkers   | 0.00                         | 44.90                 | 144.80           |
| 7                 | Italia        | Vittoria Panizzon            | Super Cillious               | 8.00                         | 50.20                 | 144.80           |
| 7                 | Italia        | Arianna Schivo               | Quefira de l'Ormeau          | 4.00                         | 49.70                 | 144.80           |
| 8                 | Irlanda       | Sam Watson                   | Flamenco                     | 8.00                         | 55.30                 | 177.00           |
| 8                 | Irlanda       | Austin O'Connor              | Colorado Blue                | 4.00                         | 42.00                 | 177.00           |
| 8                 | Irlanda       | Sarah Ennis                  | Woodcourt Garrison           | 4.00                         | 79.70                 | 177.00           |
| 9                 | Cina          | Alex Huan Tian               | Don Geniro                   | 8.80                         | 44.70                 | 209.60           |
| 9                 | Cina          | Bao Yingfeng                 | Flandia                      | 5.60                         | 78.10                 | 209.60           |
| 9                 | Cina          | Sun Huadong                  | Lady Chin van't Moerven Z    | 9.60                         | 86.80                 | 209.60           |
| 10                | Svizzera      | Felix Vogg                   | Colero                       | 8.00                         | 46.50                 | 339.40           |
| 10                | Svizzera      | Mélody Johner                | Toubleu de Rueire            | 0.00                         | 36.50                 | 339.40           |
| 10                | Svizzera      | Robin Godel                  | Jet Set                      | –                            | 236.40                | 339.40           |
| 10                | Svizzera      | Eveline Bodenmüller          | Violine de la Brasserie      | 0.00                         | 0.00                  | 339.40           |
| 10                | Svizzera      | Penalità per la sostituzione | Penalità per la sostituzione | Penalità per la sostituzione | 20.00                 | 339.40           |
| 11                | Giappone      | Kazuma Tomoto                | Vinci de la Vigne            | 4.00                         | 31.50                 | 358.50           |
| 11                | Giappone      | Yoshiaki Oiwa                | Calle 44                     | –                            | 231.50                | 358.50           |
| 11                | Giappone      | Toshiyuki Tanaka             | Talma d'Allou                | 12.00                        | 75.50                 | 358.50           |
| 11                | Giappone      | Ryuzo Kitajima               | Feroza Nieuwmoed             | 0.00                         | 0.00                  | 358.50           |
| 11                | Giappone      | Penalità per la sostituzione | Penalità per la sostituzione | Penalità per la sostituzione | 20.00                 | 358.50           |
| 12                | Brasile       | Marcelo Tosi                 | Glenfly                      | WD                           | 40.30                 | 463.60           |
| 12                | Brasile       | Rafael Losano                | Fuiloda                      | 100.00 (WD)                  | 336.00                | 463.60           |
| 12                | Brasile       | Carlos Paro                  | Goliath                      | 4.00                         | 62.90                 | 463.60           |
| 12                | Brasile       | Márcio Appel                 | Iberon Jmen                  | 4.40                         | 4.40                  | 463.60           |
| 12                | Brasile       | Penalità per la sostituzione | Penalità per la sostituzione | Penalità per la sostituzione | 20.00                 | 463.60           |
| 13                | Polonia       | Malgorzata Cybulska          | Chenaro                      | 8.00                         | 239.00                | 479.80           |
| 13                | Polonia       | Jan Kaminski                 | Jard                         | 9.20                         | 55.10                 | 479.80           |
| 13                | Polonia       | Joanna Pawlak                | Fantastic Frieda             | 100.00 (WD)                  | 185.70                | 479.80           |
| 14                | Svezia        | Louise Romeike               | Cato 60                      | 12.00                        | 240.00                | 744.30           |
| 14                | Svezia        | Therese Viklund              | Viscera                      | 8.40                         | 236.50                | 744.30           |
| 14                | Svezia        | Ludvig Svennerstål           | Balham Mist                  | –                            | 35.00                 | 744.30           |
| 14                | Svezia        | Sara Algotsson Olstholt      | Chicuelo                     | 12.80                        | 212.80                | 744.30           |
| 14                | Svezia        | Penalità per la sostituzione | Penalità per la sostituzione | Penalità per la sostituzione | 20.00                 | 744.30           |
| 15                | Thailandia    | Korntawat Samran             | Bonero K                     | 100.00 (WD)                  | 332.50                | 1013.10          |
| 15                | Thailandia    | Weerapat Pitakanonda         | Carnival March               | 100.00 (WD)                  | 338.20                | 1013.10          |
| 15                | Thailandia    | Arinadtha Chavatanont        | Boleybawn Prince             | 100.00 (WD)                  | 342.40                | 1013.10          |